# Иванюженков, Артём Борисович
Артём Борисович Иваню́женков (род. 24 марта 1998, Подольск, Московская область) — российский хоккеист, нападающий «Лады».

## Биография
Сын бывшего министра спорта и депутата Государственной думы с 2011 года Бориса Иванюженкова. Старший брат Антон — также хоккеист.

### Клубная карьера
Воспитанник подмосковного «Витязя». Начиная с сезона 2014/15 выступал в МХЛ за команду «Русские витязи». Дебютировал в КХЛ в сентябре 2016 года, сыграв два матча регулярного сезона против «Торпедо» и «Сибири».
В 2017 году переехал в США, где отыграл два сезона за команду «Су-Фоллс» в хоккейной лиге США. В сезоне 2019/20 провёл 2 матча в АХЛ за команду «Сан-Хосе Барракуда», а также выступал в хоккейной лиге Восточного побережья за «Орландо Солар Бэрс» и «Норфолк Эдмиралс».
В 2020 году вернулся в подмосковный «Витязь», в составе которого отыграл два сезона в КХЛ. В 2022 году подписал контракт с другим клубом КХЛ «Сочи».

### Карьера в сборной
В составе юниорской сборной России принимал участие в ЮЧМ-2015, на котором занял с командой 5-е место.

## Скандалы
11 июля 2020 года стал участником ДТП, в результате которого погиб велосипедист. По данным СМИ, водитель был трезв и не нарушал правила дорожного движения.
12 марта 2023 года появилась информация, что Иванюженков задержан в Подмосковье по подозрению в убийстве в кафе «Шервуд». Позднее в тот же день следственный комитет опроверг данную информацию, а сам хоккеист записал видеообращение, заявив, что находится в Сочи.